# Trematocara caparti
Espèce
Statut de conservation UICN

 LC  : Préoccupation mineure
Trematocara caparti est une espèce de poissons de la famille des Cichlidae du lac Tanganyika.

## Description
Trematocara caparti mesure jusqu'à 67 mm.